# La Prairie
För andra betydelser, se La Prairie (olika betydelser).
La Prairie är en förort till Montréal på Saint Lawrenceflodens södra strand, i sydvästra Québec i Kanada. Kommunen tillhör sekundärkommunen Roussillon. Den hade 26 406 invånare vid folkräkningen 2021. Det irokesiska namnet Kentaké användes 1668 om ett fort och syftar sannolikt på samma plats – båda namnen kan översättas med "(vid) ängen". Nordamerikas första järnväg öppnades 1836, och gick från La Prairie till Saint-Jean-sur-Richelieu. La Prairie blev en bykommun 1846 och fick stadsrättigheter 1909.